# AFRO PARKER
AFRO PARKER（アフロパーカー）は、7人編成の日本のヒップホップバンドである。略称はアフロパ。

## 概要
2MC+5人の楽器隊の7人による生ヒップホップバンド。R&B、ジャズ、ファンクなどをルーツに持つ楽器隊のアンサンブルと、対照的な2MCの掛け合いを融合した幅広いアプローチが特徴。メンバー全員が現役の会社員であり、勤務地は東京、東北、北陸、東海と全国に散らばっている。現役の会社員だからこそ覚えるストレスやルサンチマンをタフなユーモアに変換したラップは「劇場型のエンターテイメント音楽」と称される。

## 経歴
慶應義塾大学のバンドサークルを母体とし、2010年に結成。
2011年に1stアルバム『Lift Off』をリリース、Amazon MP3 StoreのHIP HOP部門で1位を獲得。その後メンバーの就職もあり活動を停止するが、再び2016年に2ndアルバム『LIFE』をリリース、初の全国流通を実現した。
2018年8月に公開したデジタル配信シングル『Buddy』のミュージックビデオには、para de casaレーベルメイトである西恵利香が出演している。
2020年4月に開催予定だったライブがコロナの影響により中止となった為、youtubeにてオンライン飲み会を配信。以降毎週土曜21:30から「ロパ飲み」という名前でお酒を飲みながら即興作曲やお題に沿ったプレイリスト作成などを幅広く配信している。
2021年よりSNSにて「#森羅万象ラップ化計画」と題し、1分程度のショートソングを不定期に投稿。お正月・猫・雪へのフラストレーション・ストロングゼロなどが投稿されている。

## メンバー
- WAKATHUG（ワカサグ）:MC / 北陸在住

　1989年生まれ。福井県在住。愛称は「ワカ様」。名前の由来は福井県がかつて若狭の国と呼ばれていたことから。容姿・服装・好みなどどこまでもお洒落なため「シティな男」と呼ばれている。顔写真をA4サイズにしてもかっこいいと評判。ヒーラー役。
- 弥之助（ヤノスケ）: MC / 東海在住

　1990年生まれ。静岡県在住。千葉県柏市出身。愛称は「弥之助」、「やのやの」。購買欲のケダモノであり、逆ミニマリスト。お酒に酔った時のトリップ状態を楽しむタイプであり、ストロングゼロを「翌日までのスキップボタン」「例の缶」と呼んでいる。痛風持ち。ホームページのメンバープロフィールは彼の担当。
- 加地三十等兵（カジサンジュットウヘイ）:ギター / 首都圏在住

　1989年生まれ。帰国子女。愛称は「加地さん」。ロパ飲みでは何故か背景と同化して版画や砂絵のようになる。誕生日の1日だけ昇進し、加地二十九等兵となる。AFRO PARKER内ヒエラルキー最下層にいる愛され役。
- BOY GENIUS（ボーイ・ジーニアス）:キーボード / 首都圏在住

　1989年生まれ。帰国子女。愛称は「ジニ様」。作曲・編曲・webデザインをこなすなど、マルチにハイスペックなため、ファンから名前をもじり「ジニってる」と言われている。筋トレが趣味。
- KNOB（ノブ）:ベース / 首都圏在住

　1989年生まれ。愛称は「ノブさん」。お酒全般が好きで、ロパ飲み後もよく三次会まで飲んでいる。企画説明等も含め話し上手なのもあり、ボケが渋滞するAFRO PARKERを小気味良いツッコミでさばいている。喫煙者。銘柄はラッキーストライク。
- BUBUZERA（ブブゼラ）:サックス / 首都圏在住

　1990年生まれ。愛称は「ブブ様」「ブブさん」。名前の由来は、バンド内で一番声が大きく、当時W杯中でブブゼラが話題に上がっていたことからつけられた。命名理由を、当人もメンバーも安直だと認めている。太るのを恐れるあまり十数万円のサプリを購入した事がある。
- TK-808（ティーケー - 808）:ドラム / 東京在住

　1989年生まれ。愛称は「ティーケー」「八百屋」。バンド内で一番酒が強い。クラフトビールと数学が好きで、気付けば「うへへ」としていることがある。（Boy Genius談）鉄塔を真下から撮るのが好き。普段の落ち着きからは想像出来ないが、スタジオで叫びがちらしい。

## ディスコグラフィー

### アルバム
|     | 発売日         | タイトル               |
| --- | -------------- | ---------------------- |
| 1st | 2011年11月9日  | Lift Off               |
| 2nd | 2017年11月28日 | LIFE                   |
| 3rd | 2019年3月6日   | Nabe                   |
| 4th | 2019年4月10日  | Which date suits best? |
| 5th | 2021年4月7日   | Wonder Hour            |

### シングル
|      | 発売日         | タイトル                         | 備考                                    |
| ---- | -------------- | -------------------------------- | --------------------------------------- |
| 1st  | 2016年7月27日  | Still Movin' On                  |                                         |
| 2nd  | 2018年8月31日  | Buddy                            |                                         |
| 3rd  | 2018年9月28日  | Halation                         |                                         |
| 4th  | 2019年2月14日  | Buddy(Avec Avec Remix)           |                                         |
| 5th  | 2020年2月28日  | Plastic Summer (feat. lulu)      |                                         |
| 6th  | 2020年3月18日  | Klein Bottle                     |                                         |
| 7th  | 2020年4月8日   | Night Heron (feat. 磯野くん)     |                                         |
| 8th  | 2020年11月25日 | Lucid Dream (feat. 諭吉佳作/men) |                                         |
| 9th  | 2020年12月16日 | Wheels Up                        |                                         |
| 10th | 2021年1月20日  | In Tears                         |                                         |
| 11th | 2021年3月3日   | Flowing Stories                  | テレビ東京「ゴッドタン」の3月度EDテーマ |

　※全て配信限定

### プロモーションビデオ
| 公開日         | 曲名                                 |
| -------------- | ------------------------------------ |
| 2016年10月7日  | Life Is Good                         |
| 2017年4月13日  | After Five Rapper -SHACHIKU REQUIEM- |
| 2018年8月24日  | Buddy                                |
| 2018年9月28日  | Halation                             |
| 2019年3月19日  | Do I Love You?                       |
| 2019年9月8日   | Cauldron                             |
| 2019年4月10日  | Departing!                           |
| 2020年2月28日  | Plastic Summer (feat. lulu)          |
| 2020年4月8日   | Night Heron (feat. 磯野くん)         |
| 2020年7月2日   | Klein Bottle                         |
| 2020年11月25日 | Lucid Dream feat. (諭吉佳作/men)     |
| 2020年12月16日 | Wheels Up                            |
| 2021年1月20日  | In Tears                             |
| 2021年3月3日   | Flowing Stories                      |

### 楽曲・作詞・作曲提供
- チグリジア/観音坂独歩(CV伊東健人)　ヒプノシスマイク『麻天狼-音韻臨床-』収録（2017年）
  - ※作詞 - 弥之助（from AFRO PARKER） / 作曲 - Boy Genius（from AFRO PARKER） / 編曲 - AFRO PARKER

- Shibuya Marble Texture -PCCS-/Fling Posse　ヒプノシスマイク『Fling Posse VS 麻天狼』収録（2018年）
  - ※作詞 - 弥之助（from AFRO PARKER） / 作曲 - Avec Avec・弥之助（from AFRO PARKER） / 編曲 - Avec Avec

- Stella/Fling Posse　ヒプノシスマイク『Enter the Hypnosis Microphone』収録（2019年）
  - ※作詞 - 弥之助(from AFRO PARKER) / 作曲 - ESME MORI・弥之助(from AFRO PARKER) / 編曲 - ESME MORI

- Metropolis (feat. WONK) / 香取慎吾 『20200101』収録（2020年）
  - ※作詞 - WONK、Yanosuke、Shingo / 作曲 - WONK、Yanosuke、Shingo

- 絆/Division All Stars 　ヒプノシスマイク『Straight Outta Rhyme Anima』収録（2021年
  - ※作詞 - YOSHI & ポチョムキン(餓鬼レンジャー)・サイプレス上野・弥之助(from AFRO PARKER)・Mr.Q & 山田マン(ラッパ我リヤ)・tofubeats / 作曲 - tofubeats
- とりま Get on the floor/Fling Posse　ヒプノシスマイク『CROSS A LINE』収録（2022年） 
  - ※作詞 - 弥之助（from AFRO PARKER）/作曲 - tofubeats